# أندي توماس (لاعب كرة قدم بريطاني)
أندي توماس (بالإنجليزية: Andy Thomas)‏ (14 ديسمبر 1977 في المملكة المتحدة - ) هو لاعب كرة قدم بريطاني في مركز الدفاع. لعب مع نادي إيرباص يو كاي بروتون ونادي ريكسهام ونادي كمبران تاون ونادي كوناهس كواي ونادي نيوتاون وHalkyn United F.C. ‏.

## وصلات خارجية
- أندي توماس على موقع قاعدة بيانات كرة القدم.إي يو (الإنجليزية)